# 披耶却杜拉差色提
披耶却杜拉差色提，是一个不复存在的泰国贵族头衔，授予者的职位为“左埠领主”（昭阁陇他赛），拥有1400莱封地，负责监督税收、与东方国家的贸易往来、处理华人事务以及控制泰国社会中的华人和平相处。历史可以追溯到大城王朝时期。与拥有“朱拉罗阇门特里”头衔的“右埠领主”（昭阁陇他华）相对应。

## 词源
“披耶”为泰国古代爵位，意为领袖；“却杜”源自巴利语，意为吉祥的、优越的人；“拉差”意为皇家；“色提”意为富人。

## 历史
“昭阁陇他赛”职位出现于1454年（佛历1997年）波隆摩·戴莱洛迦纳国王统治时期颁布的《民事职务法》中，与“昭阁陇他华”共同组成海事处。据推测，“昭阁陇他赛”大部分是讲闽南语的华人，负责与泰国领海左侧的外国人，即中国人、越南人和日本人打交道，负责出海与这些国家进行贸易往来的皇家帆船事务。他的职责是管理在泰国的华人，起草并翻译泰国和中国之间的皇家信件。而“昭阁陇他华”则控制着与泰国领海右侧的马来人、印度人和波斯人的贸易。拉达那哥欣王国后期，“昭阁陇他赛”控制着暹罗的航运以及与中国水手的贸易。拉玛五世国王统治时期，海事处被解散，改为外交部，自此，“披耶却杜拉差色提”这一头衔不复存在。